# Newark (Californië)
Newark is een plaats in Alameda County in Californië in de VS.

## Geografie
De totale oppervlakte bedraagt 36,3 km² (14,0 mi²) waarvan 36,2 km² (14,0 mi²) land is en 0,1 km² (0,04 mi²) of (0,21%) water is.

## Demografie
Volgens de census van 2000 bedroeg de bevolkingsdichtheid 1173,8/km² (3039,4/mijl²) en bedroeg het totale bevolkingsaantal 42.471 als volgt onderverdeeld naar etniciteit:
- 52,22% blanken
- 4,01% zwarten of Afrikaanse Amerikanen
- 0,64% inheemse Amerikanen
- 21,30% Aziaten
- 1,00% mensen afkomstig van eilanden in de Grote Oceaan
- 13,75% anderen
- 7,07% twee of meer rassen
- 28,60% Spaans of Latino

Er waren 12.992 gezinnen en 10.341 families in Newark. De gemiddelde gezinsgrootte bedroeg 3,26.

## Plaatsen in de nabije omgeving
De onderstaande figuur toont nabijgelegen plaatsen in een straal van 16 km rond Newark.